# Tropidion elegans
Tropidion elegans là một loài bọ cánh cứng trong họ Cerambycidae.